# Phrynotettix robustus
Phrynotettix robustus är en insektsart som först beskrevs av Bruner, L. 1889.  Phrynotettix robustus ingår i släktet Phrynotettix och familjen Romaleidae.

## Underarter
Arten delas in i följande underarter:
- P. r. occultus
- P. r. manicola
- P. r. adjunctus
- P. r. robustus